# عملیات لهستانی
عملیات لهستانی یک پاکسازی قومی گسترده توسط کمیساریای خلق در امور داخلی شوروی بر علیه لهستانی‌ها بود که از سال ۱۹۳۷ تا ۱۹۳۸ جریان داشت. این اتفاق که در جریان پاکسازی بزرگ رخ داد به دستور پلیتبوروی کمیته مرکزی حزب کمونیست اتحاد شوروی بر علیه آنچه که جاسوسان لهستانی خوانده می‌شد انجام شد، عبارتی که کمیساریای خلق آن را به معنی همه لهستانی‌ها تفسیر می‌کرد. طی این عملیات از لهستانی‌های ساکن شوروی ۱۳۹٬۸۳۵ تن زندانی و ۱۱۱٬۰۹۱ نفر اعدام شدند. دستور اجرای این عملیات را نیکولای یژوف طی فرمان شماره ۰۰۴۸۵ کمیساریای خلق در امور داخلی صادر نمود.
علاوه بر لهستانی‌ها که بیشترین قربانیان این عملیات بودند بسیاری از دیگر اقلیت‌های ساکن کرسی مانند روسینیایی‌ها که از نظر کمونیست‌ها لهستانی خوانده می‌شدند هم قربانی اعدام‌ها شدند. بسیاری هم مضنون به لهستانی بودن شدند یا به عنوان طرفداران احتمالی لهستان طبقه‌بندی شدند. برای تسریع فرایند عوامل کمیساریای خلق دفترچه‌های تلفن محلی را بررسی می‌نمودند و اسامی را که به نظرشان لهستانی میٰ‌رسید را بازداشت می‌کردند.
عملیات لهستانی بزرگ‌ترین نسل‌کشی و تبعید اجباری قومی طی پاکسازی بزرگ در شوروی بود.

## فرمان شماره ۰۰۴۸۵ کمیساریای خلق در امور داخلی
فرمان محرمانه شماره ۰۰۴۸۵ با عنوان «در مورد انحلال گروه‌های انحرافی، جاسوسی و اسرا لهستانی» در ۹ اوت ۱۹۳۷ توسط پلیتبوروی کمیته مرکزی حزب کمونیست اتحاد شوروی صادر و در ۱۱ اوت به امضا نیکولای یژوف رسید. این فرمان به همراه نامه ۳۰ صفحه‌ای محرمانه یژوف که در آن توضیح می‌دهد عملیات لهستان چیست بین واحدهای محلی کمیساریای امور داخلی توزیع شد. عنوان نامه یژوف «دربارهٔ فعالیت‌های فاشیستی-رستاخیزی، جاسوسی، انحرافی، شکست‌طلبانه و تروریستی اطلاعات لهستان در شوروی» بود. ژوزف استالین هم در تأیید این عملیات گفته بود «بسیار عالی! این لجن جاسوسی لهستانی‌ها را برملا و پاک کنید. برای حفظ منافع شوروی آن را نابود نمایید».

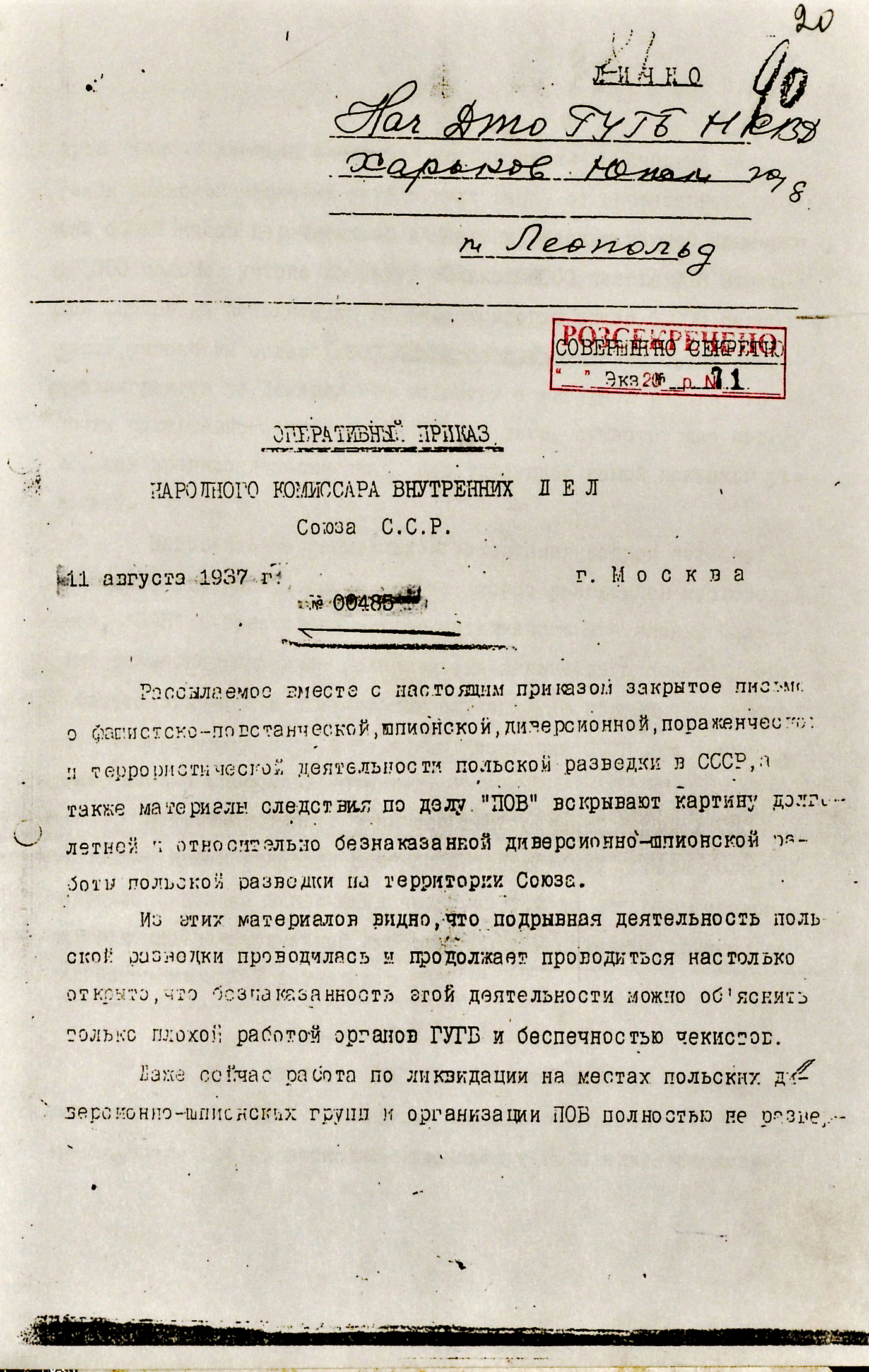
صفحه نخست فرمان شماره ۰۰۴۸۵

این فرمان با چیزی به اسم رویه آلبوم پیش می‌رفت. نخست ارگان‌های پایین‌تر کمیساریای خلق در امور داخلی لیست طولانی لهستانی‌های محکوم را در آلبوم‌هایی فراهم می‌نمودند و سپس این لیست برای تأیید به دفاتر میان‌رده کمیساریا فرستاده می‌شد. لهستانی‌ها نخستین جمعیت ساکن شوروی بودند که این رویه در موردشان اجرا می‌گشت. پس از تأیید آلبوم اعدام‌ها به سرعت آغاز می‌شد.
عملیات لهستانی یکی از نخستین نمونه‌های عملیات‌های گسترده کمیساریای خلق در امور داخلی بود که در شوروی بر علیه اقلیت‌های نژادی مانند آلمانی‌ها، لیتوانیایی‌ها، فنلاندی‌ها، رومانیایی‌ها و دیگران بر اساس این توهم که ایشان ستون پنجم و آلوده به اندیشه‌های کاپیتالیستی هستند انجام شد. به عقیده تاریخ‌نگار تیموتی دی. اسنایدر این توجیهات صرفاً برای سرپوش گذاشتن به کارزاری ساخته شد که دولت با هدف ریشه‌کنی لهستانی‌ها به عنوان یک گروه قومی و زبانی در خاک شوروی انجام می‌داد. یک دلیل دیگر این پاکسازی را اسنایدر تلاشی از جانب شوروی برای ساخت یک بز بلاگردان در مورد قحطی هولودومور می‌داند.
کمیساریای خلق در امور داخلی کمونیست‌های لهستانی را زیر شکنجه و فشار قرار می‌داد تا اعتراف کنند عضو سازمان نظامی لهستان هستند که از سال ۱۹۲۱ منحل شده بود. افراد اعتراف می‌کردند که این سازمان همچنان وجود دارد و اسامی افرادی را به عنوان جاسوس این سازمان عرضه می‌کردند. سازمان کمونیسم انترناسیونال هم با بازبینی پرونده کمونیست‌های لهستانی منابعی غنی از شواهد ساختگی را فراهم می‌نمود.

## اهداف عملیات

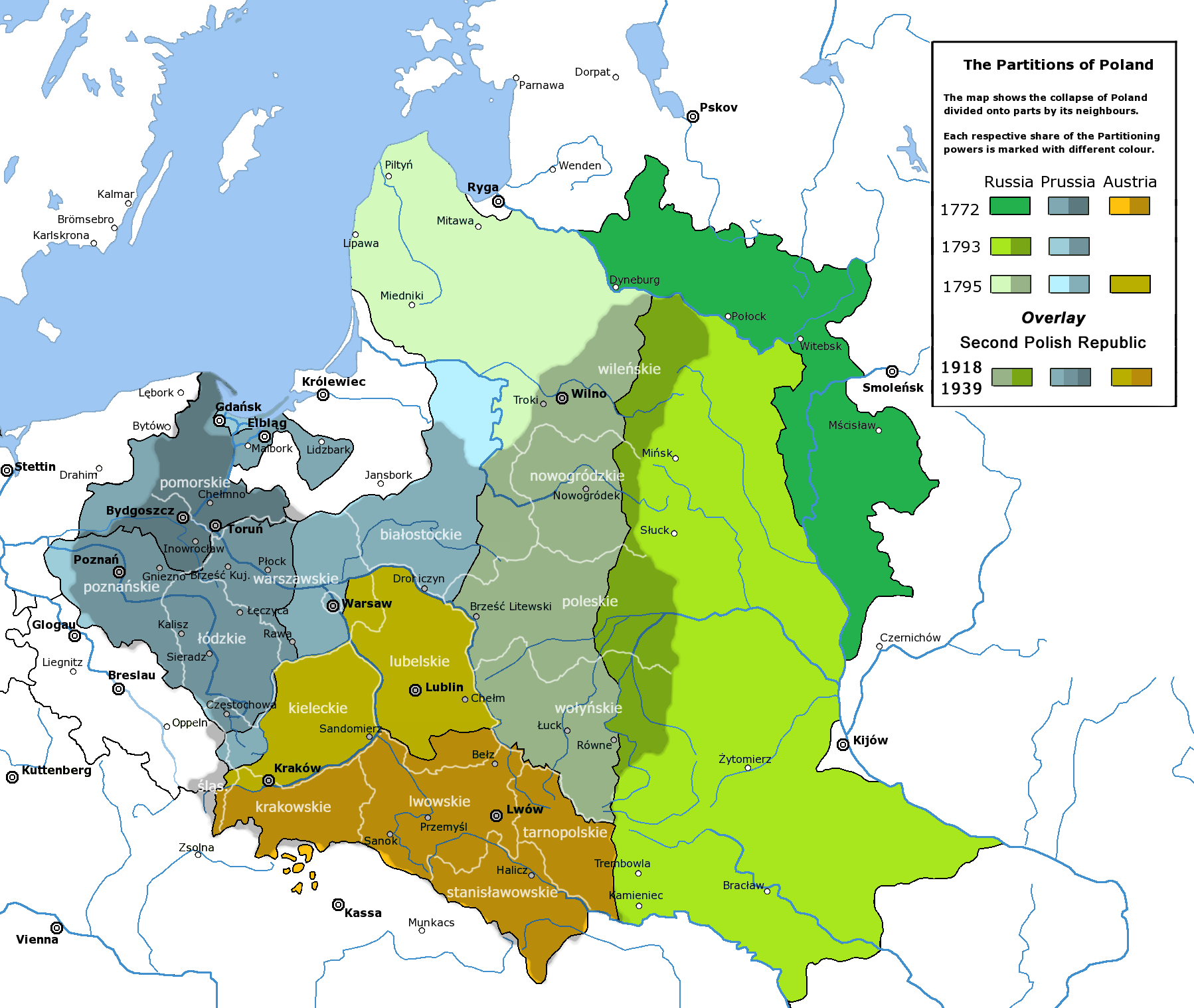
نقشه تجزیه لهستان. بیشتر نواحی که توسط روسیه در سال ۱۷۹۳ میلادی (به رنگ سبز) اشغال شدند پس از انقلاب اکتبر در سال ۱۹۱۷ در تصرف شوروی باقی ماند.

این عملیات تقریباً از ۲۵ اوت ۱۹۳۷ تا ۱۵ نوامبر ۱۹۳۸ میلادی به درازا انجامید. بیشترین گروه قربانیان (حدود ۴۰ درصد) از اوکراین شوروی، به ویژه از مناطق هم‌مرز با لهستان بودند که در میان آن‌ها ده‌ها هزار دهقان، کارگران راه‌آهن، کارگران صنعتی، مهندس و غیره وجود داشتند. ۱۷ درصد دیگر قربانیان هم از بلاروس شوروی بودند. بقیه قربانیان از لهستانی‌هایی بودند که از هنگام تجزیه لهستان در سرتاسر روسیه تبعید شده بودند. آن‌ها از سیبری، قزاقستان، قفقاز و خاور دور بودند.
گروه‌هایی که توسط کمیساریای خلق در امور داخلی طی عملیات لهستانی دستگیر شدند براساس اسناد شوروی عبارتند از:
1. همه عناصر ضدشوروی و ملی‌گرا از نواحی و مناطقی که در آن اقلیت لهستانی سکونت دارند.
2. تمام مهاجرین از جمهوری دوم لهستان.
3. اعضا پیشین و کنونی حزب سوسیالیست لهستان و دیگر احزاب غیرکمونیستی لهستانی.
4. اسیران جنگ شوروی و لهستان که در شوروی باقی مانده‌اند.
5. اعضا سازمان نظامی لهستان که اسامی ایشان ضمن فهرست مخصوصی آمده‌است.
6. تمامی عناصر مذهبی که شکلی از ارتباط را با لهستان داشته یا دارند.

## پراکندگی قومی قربانیان
هرچند که مقامات شوروی اعلام کردند تمام قربانیان این عملیات لهستانی بودند اما در عملی گروه‌هایی از قومیت‌های بلاروسی، یهودی، اوکراینی و روسی به دلیل نام‌خانوادگی خویش یا وابستگی به فرقه‌های مذهبی نزدیکی به لهستانی‌ها به صورت اشتباه قربانی شدند.۴۷٫۳ درصد افرادی که به خاطر لهستانی بودن در بلاروس دستگیر شدند در اصل بلاروسی‌هایی بودند که مذهب کاتولیک داشته و در سرشماری‌های دهه ۱۹۲۰ خود را لهستانی اعلام کرده بودند. در مجموع باید گفت در میان افرادی که طی عملیات لهستانی دستگیر شدند ۱۴٫۲ درصد بلاروسی، ۱۳٫۴ درصد اوکراینی و ۸٫۸ درصد روس بودند.

## روند کشتار و آمار تلفات
براساس آمارهای کمیساریای خلق در امور داخلی طی این عملیات ۱۱۱۰۹۱ نفر اعدام و ۲۸۷۴۴ نفر به گولاگ فرستاده شدند که آمار کل قربانیان را به ۱۳۹۸۳۵ نفر می‌رساند. این تعداد براساس آمارهای تأیید شده در آرشیوهای کمیساریای خلق در امور داخلی ۱۰ درصد کل قربانیان در دوران پاکسازی بزرگ را شامل می‌شود.
تاریخ‌نگار بوگدان موشال پیرامون تلفات این عملیات می‌گوید: «تخمین زده می‌شود در جمهوری اوکراین شوروی ۳۰ درصد و در جمهوری بلاروس تقریباً تمام لهستانی‌ها کشته یا تبعید شدند.» موشال این تخمین را غیرواقعی نمی‌داند زیرا براساس آمارهای شوروی تعداد کل لهستانی‌های ساکن در این کشور از ۷۹۲۰۰۰ نفر در سال ۱۹۲۹ به ۶۲۷۰۰۰ نفر در سال ۱۹۳۹ رسیده بود.
تقریباً تمام کسانی که در این عملیات اعدام شدند مرد بودند و با خانواده آن‌ها بر اساس فرمان شماره ۰۰۴۸۶ کمیساریای خلق در امور داخلی برخورد می‌شد. زنان برای دوره‌های ۵ تا ۱۰ ساله به جمهوری شوروی سوسیالیستی قزاقستان تبعید می‌شدند و کودکان یتیمی که نزدیکانشان حاضر به نگهداری از ایشان نبودند به یتیم‌خانه برده تا در آنجا بدون اطلاع از اصلیتشان به عنوان یک کمونیست بزرگ شوند. کلیه اموال قربانیان ضبط می‌شد که باعث سرگردانی و آسیب جدی به خانواده ایشان می‌گشت. به همین جهت در آمارهایی که تلفات در میان خانواده محکومان را نیز بررسی می‌کند تعداد قربانیان عملیات لهستانی بین ۲۰۰ تا ۲۵۰ هزار نفر تخمین زده می‌شود.
کمیساریای خلق در امور داخلی در لنینگراد با بررسی دفترچه تلفن‌های شهر تقریباً ۷۰۰۰ نفر از اهالی را که نام‌های لهستانی داشتند را دستگیر کرد که اکثریت دستگیرشدگان طی ۱۰ روز اعدام شدند.
در روستای لهستانی‌نشین بلوستوک، تومسک ابلاست واقع در سیبری ۱۰۰ مرد که اصالت لهستانی داشتند اعدام و جنازه‌هایشان به رود اب انداخته شد.

## برآوردها
به گفته مورخ مایکل المان عملیات‌های ملی در شوروی طی سال‌های ۱۹۳۸–۱۹۳۷ و عملیات لهستانی را ممکن است بتوان طبق کنوانسیون نسل‌کشی به عنوان نسل‌کشی طبقه‌بندی کرد اگرچه هنوز هیچ حکم قانونی در این مورد وجود ندارد. کارول کارسکی هم اعتقاد دارد که اقدامات شوروی علیه لهستانی‌ها طبق قوانین بین‌المللی نسل‌کشی است. او می‌گوید در حالی که این اقدامات گروه‌های دیگر را نیز، فارغ از قومیت هدف قرار داد اما چون در مورد لهستانی‌ها این اتفاق براساس قومیت رخ می‌داد این اقدام نسل‌کشی است. تاریخ‌نگار دیگری به نام تری مارتین نیز عملیات‌های ملی و از جمله عملیات لهستانی را پاک‌سازی قومی و ترور قومی می‌داند. تیموتی دی. اسنایدر عملیات لهستانی را نسل‌کشی می‌داند و می‌گوید: «سخت است که عملیات لهستانی در شوروی طی سال‌های ۱۹۳۸–۱۹۳۷ را نسل‌کشی ندانیم. پدران لهستانی تیرباران شدند. مادران لهستانی به قزاقستان فرستاده شدند و کودکان لهستانی هم در یتیم‌خانه‌ها رها شدند تا هویت خود را از دست بدهند. بیش از ۱۰۰۰۰۰ انسان بیگناه به دلایل ساختگی که ایشان قومی وفادار نیستند کشته شدند و استالین از کثافت لهستانی صحبت کرد.
نورمن نیامارک هم سیاست‌های استالین در قبال لهستانی‌ها را نسل‌کشی می‌داند و سیمون سیبگ مونتفیوری هم همین نظر را دارد.
گروه دیگری از جامعه‌شناسان و تاریخ‌نگاران علاوه بر نیاز شوروی برای یکپارچگی قومی بر روابط بین‌الملل هم اشاره می‌کنند و معتقدند که لهستانی‌ها نه به خاطر قومیتشان بلکه به خاطر روابط احتمالیشان با دولت‌های متخاصم شوروی و از ترس عدم وفاداری مورد آزار و کشتار قرار گرفتند.